# Empathogen
Empathogen è il sesto album in studio della cantante americana Willow, pubblicato il 3 maggio 2024 dalle etichette discografiche Three Six Zero e Gamma.

## Promozione
Willow ha pubblicato Symptom of Life, la prima canzone che anticipa l'album,  il 12 marzo 2024 accompagnata da un video musicale diretto dall'artista stessa. Willow ha annunciato Empathogen l'11 aprile, con una data di uscita programmata per il 3 maggio. Insieme all'annuncio, ha pubblicato il secondo singolo Big Feelings , che presentava anche un video musicale autodiretto.  Il 1° maggio, NPR Music ha presentato Willow in un Tiny Desk Concert prima dell'uscita dell'album, dove ha eseguito Symptom of Life, Big Feelings e  Run! uscito il 17 maggio accompagnato dal video musicale. 
L'edizione deluxe di Empathogen intitolata Ceremonial Contrafact che è stata pubblicata il 27 settembre, con tre tracce aggiuntive.

## Tracce
Tracce edizione standard
1. Home (feat. Jon Batiste) – 3:03
2. Anciet girl – 1:30
3. Symptom of Life – 3:09
4. The feat is not real – 3:38
5. False self – 2:52
6. Pain for fun (feat. St. Vincent) – 3:26
7. No words 1 & 2 – 1:24
8. Down – 1:11
9. Run! – 3:08
10. Between i and she – 2:34
11. "I know that face." – 1:50
12. Big Feelings – 4:24

ceremonial contrafact (empathogen deluxe)
1. Wanted (feat. Kamasi Washington) – 2:39
2. Layers – 2:37
3. To you – 1:30

## Classifiche
| Classifica (2024) | Posizione massima |
| ----------------- | ----------------- |
| Stati Uniti       | 3                 |